# Супеярви
Супеярви — озеро на территории Лендерского сельского поселения Муезерского района Республики Карелия.

## Общие сведения
Площадь озера — 2,9 км², площадь бассейна — 150 км². Располагается на высоте 201,1 метров над уровнем моря.
Форма озера лопастная, продолговатая, вытянуто с юга на север. Берега озера сильно изрезанные, каменисто-песчаные, частично заболоченные.
Через озеро протекает река Марья, приносящую воды из озёр Лапинъярви, Коди, Маловкоди и других более маленьких озёр, и втекающая в озеро Мотко, откуда вытекает река Мотко, впадающая в Суну.
В южной части озера расположен один большой остров.
Код водного объекта в государственном водном реестре — 01040100211102000017555.